# Wilhelm Brinkmann
Wilhelm Brinkmann, nemški rokometaš, * 25. oktober 1910, † 12. februar 1991.
Leta 1936 je na poletnih olimpijskih igrah v Berlinu v sestavi nemške rokometne reprezentance osvojil zlato olimpijsko medaljo.